# New World Center
Résidence
Le New World Center est une salle de concert de Miami Beach, en Floride, conçue par Frank Gehry . C'est la maison du New World Symphony, avec une capacité de 756 places. Il a ouvert ses portes en janvier 2011.

## Construction
L'acoustique de la salle a été conçue par Yasuhisa Toyota. Franck Gehry et Yasuhisa Toyota avaient déjà travaillé ensemble sur le Walt Disney Concert Hall à Los Angeles ,. La disposition des sièges permet aux spectateurs d'être proches des musiciens (aucun siège n'est à plus de treize rangées de la scène).
Le directeur artistique du New World Symphony, Michael Tilson Thomas, a contribué à mettre l'accent sur les aspects de sensibilisation du public et de technologie numérique du centre. Un des objectifs du projet était de rendre la musique classique plus accessible et attrayante pour les jeunes générations ,,,.
Contrairement à certaines des œuvres les plus connues de Gehry, à l'instar du Walt Disney Concert Hall, l'extérieur du New World Center — de verre et revêtement blanc — est rectangulaire et sobre, afin de correspondre avec l'aspect architectural environnant de Miami Beach. Cependant, l'intérieur de l'atrium fait apparaitre les formes courbes caractéristiques de l'architecte,,.
La construction du New World Center a coûté 160 millions de dollars,. Son financement mixte provient pour 15 millions de dollars de la ville de Miami Beach, pour 25 millions de dollars du comté de Miami-Dade et le reste de dons privés et de la vente de l'ancienne maison du New World Symphony, le Lincoln Theatre.